# ハッピーエンド (SILVAの曲)
「ハッピーエンド」は、SILVAの9枚目のシングル。2000年9月6日発売。

## 収録曲
1. ハッピーエンド（Single Version）
  - 作詞：SILVA 作曲：筒美京平 編曲：松井寛
2. ハッピーエンド（Album Version）
  - 作詞：SILVA 作曲：筒美京平 編曲：鈴木俊介

2ndアルバム「Coming Out」からリカット
3. ハッピーエンド（Nao's R&B Sxxt）
4. ハッピーエンド（Single Version／Instrumental）
5. ハッピーエンド（Album Version／Instrumental）

| スタブアイコン | サブスタブ | この項目は、まだ閲覧者の調べものの参照としては役立たない、シングルに関連した書きかけの項目です。この項目を加筆・訂正などしてくださる協力者を求めています（P:音楽/PJ:楽曲）。 |